# Les Paris stupides
Les Paris stupides est un poème de Jacques Prévert, paru dans le recueil Paroles (1946).
Il tourne en dérision le fameux pari de croire en Dieu énoncé par le philosophe Blaise Pascal. Ce poème reflète l'athéisme du poète.